# (2647) Sova
(2647) Sova (1980 SP; 1950 WC; 1953 RO; 1970 RO; 1975 EC; 1977 XE; 1982 FF1) ist ein ungefähr acht Kilometer großer Asteroid des inneren Hauptgürtels, der am 29. September 1980 von der tschechischen (damals: Tschechoslowakei) Astronomin Zdeňka Vávrová am Kleť-Observatorium auf dem Kleť in der Nähe von Český Krumlov in der Tschechischen Republik (IAU-Code 046) entdeckt wurde.

## Benennung
(2647) Sova wurde nach dem tschechischen Dichter Antonín Sova (1864–1928) benannt, der in seinen Werken über den südlichen Teil Böhmens schrieb.